# 拉罗 (马耶讷省)
拉罗（法語：La Roë，法語發音：[la ʁo]）是法国马耶讷省的一个市镇，位于该省西南部，属于贡捷堡区。

## 地名
该地名“La Roë”发音为[la ʁo]，末尾字母“ë”不发音，《世界地名翻译大辞典》与《世界地名译名词典》将其误译作“拉罗埃”。

## 地理
拉罗（47°53'42"N, 1°6'40"W）面积8.76 平方千米，位于法国卢瓦尔河地区大区马耶讷省，该省份为法国西北部内陆省份，北起芒什省和奧恩省，西接伊勒-维莱讷省，南至曼恩-卢瓦尔省，东临萨尔特省。
与拉罗接壤的市镇（或旧市镇、城区）包括：巴洛、方丹库韦尔特、圣米歇尔德拉罗。
拉罗的时区为UTC+01:00、UTC+02:00（夏令时）。

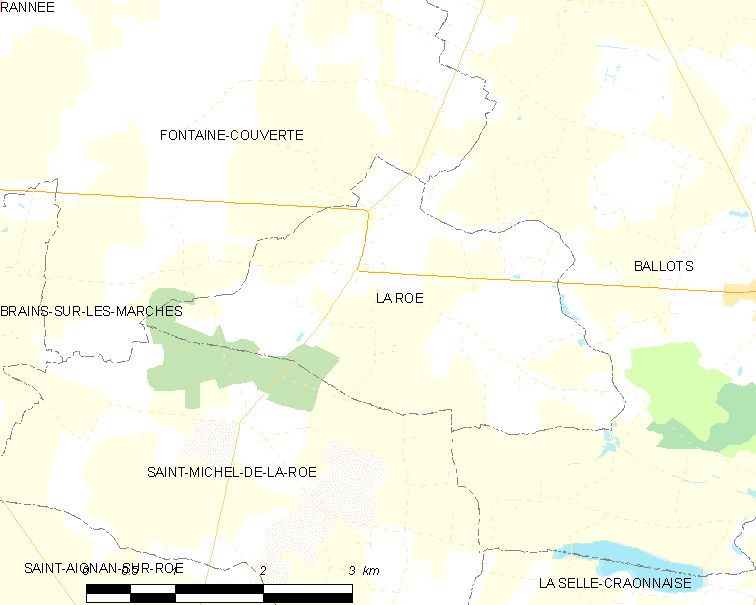
拉罗的OSM定位图

## 行政
拉罗的邮政编码为53350，INSEE市镇编码为53191。

## 政治
拉罗所属的省级选区为科塞勒维维安县。

## 人口

1962-2008年间拉罗人口变化图示

拉罗于2022年1月1日时的人口数量为250人。